# The Flood

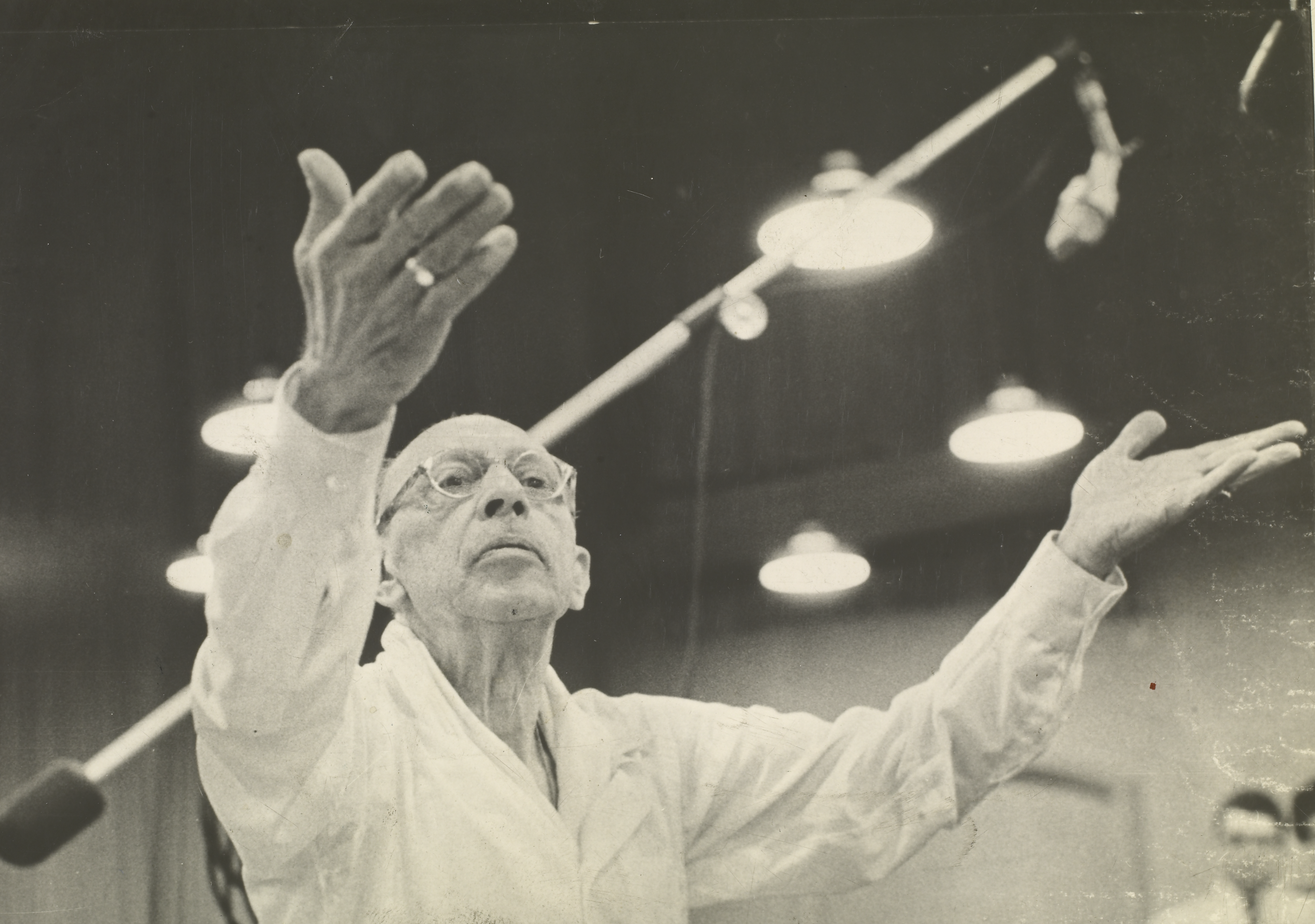
Igor Stravinsky

The Flood (le Déluge), sous-titré Jeu musical, est un court drame biblique composé dans le style sériel par Igor Stravinsky en 1962, pour la télévision, à la demande de CBS. Il relate les événements du Déluge.
La première représentation télévisuelle eut lieu le 14 juin 1962, dirigée par Robert Craft, avec des chorégraphies de George Balanchine. Robert Craft dirigea également la première représentation scénique le 30 avril 1963.